# Luis Ossio Sanjinés
Luis Ossio Sanjinés, né en 1930 à Potosí et mort le 27 septembre 2016 à La Paz, est un homme d'État bolivien. Il est vice-président de la République entre 1989 et 1993, sous Jaime Paz Zamora.

## Biographie
Ossio Sanjinés étudie à l'école d'application et normale rurale de Caiza, au Collège national Juan Manuel Calero de Potosí, à la faculté de droit et de sciences politiques de l'Université supérieure de San Andrés et à l'Université autonome Tomás Frías. Il obtient son doctorat en science politique à l'Université de Gênes.
Dans les milieux universitaires, il agit comme secrétaire exécutif de la Confédération d'universitaires de la Bolivie de 1957 à 1958, professeur d'histoire bolivienne et d'nterprétation sociologique de l'histoire au Collège militaire de 1960 à 1971 et vice-doyen et doyen intérimaire de la faculté de philosophie de l'Université supérieure de San Andrés de 1970 à 1971. Il est finalement élu député de Potosí en 1985.
Militant au sein du Parti démocrate-chrétien, il se présente d'ailleurs pour ce parti aux élections générales de 1985 comme candidat présidentiel, où il obtient un résultat famélique. En vue des élections générales de 1989, le parti soutient l'Action démocratique nationaliste (ADN) et Ossio Sanjinés est choisi comme candidat vice-présidentiel de l'alliance, aux côtés d'Hugo Banzer. 

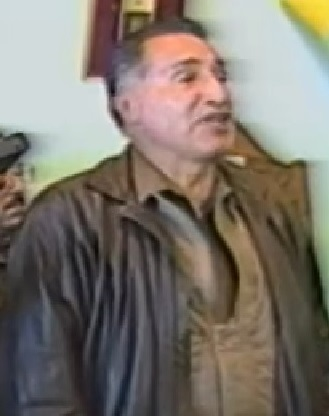
Luis Ossio Sanjinés.

À la suite des élections, les députés élus devaient procéder à l'élection d'un président par scrutin indirect. L'ADN arrive en deuxième position, suivie par le Mouvement de la gauche révolutionnaire (MIR) de Jaime Paz Zamora. Malgré leurs différences idéologiques, ceux-ci s'allient pour contrer la candidature de Gonzalo Sánchez de Lozada du Mouvement nationaliste révolutionnaire, arrivé en première place. Il est donc convenu que tous les candidats de l'ADN et du MIR voteront pour Paz Zamora du MIR comme président et pour Ossio Sanjinés de l'ADN comme vice-président. C'est ainsi qu'Ossio Sanjinés est élu vice-président de la Bolivie de 1989 à 1993 aux côtés de Jaime Paz Zamora.
Ossio Sanjinés meurt à La Paz plusieurs années plus tard le 27 septembre 2016, à l'âge de 86 ans.

## Publications
Voici une liste des œuvres d'Ossio Sanjinés :
- Integración Económica Iberoamericana (1961)
- El desarrollo del Sur - Ciclo de Conferencias (1976)
- Introducción a la Teoría de la Historia (1983)
- Investigaciones sobre Derecho Minero y Código de Minería (1984)
- Varios artículos y conferencias sobre la Reforma de la Constitución Política del Estado y reforma legal (1990)
- Varios artículos sobre Ciencia y Tecnología (1991)
- ¿La Quinta Rueda? (1993)